# 405 TCN
405 TCN là một năm trong lịch La Mã.